# Inga goldmanii
Inga goldmanii är en ärtväxtart som beskrevs av Henri François Pittier. Inga goldmanii ingår i släktet Inga och familjen ärtväxter. Inga underarter finns listade i Catalogue of Life.